# Helena Sutorius
Barbro Vera Helena Sutorius, född 25 september 1957 i Nacka församling i Stockholms län, död 15 september 2001 i Färingsö församling i Stockholms län, var en svensk jurist och forskare, verksam vid Juridiska fakulteten vid Stockholms universitet. Hennes forskning var inom ämnet processrätt och gällde sexualbrott. Hennes huvudarbete, "Bevisprövning vid sexualbrott" som var avsett att bli hennes doktorsavhandling, var inte färdigt vid hennes död vid 44 års ålder, utan slutfördes senare av Anna Kaldal. Arbetet var mycket omfattande och tog upp cirka 1000 domar och 600 förundersökningar i samband med sexuella övergrepp mot kvinnor och barn. Det uppmärksammades i dagspressen och har också bildat underlag för remissvar från Brottsoffermyndigheten och för en riksdagsmotion.
I sin familj med sambon fredsaktivisten, miljöpartisten och riksdagsmannen Lars Ångström hade hon två barn.
 Hon avled ogift.
Helena Sutorius minnesfond vid Stockholmns universitet belönar juridikstudenter för goda uppsatser om övergreppsbrott mot kvinnor och barn.